# Тхакахов, Музабир Милович
Музабир Милович Тхакахов — советский хозяйственный и государственный деятель, лауреат Государственной премии СССР за выдающиеся достижения в труде.

## Биография
Родился в 1937 году в селе Кишпек. Член КПСС.
В 1954—1991 — механизатор, звеньевой колхоза «Трудовой горец» села Кишпек Баксанского района Кабардино-Балкарской АССР
В 1991—2009 — механизатор-кукурузовод СПК «Трудовой горец» Баксанского района Республики Кабардино-Балкария.
За выдающиеся достижения в получении высоких и устойчивых урожаев зерновых культур на основе постоянного повышения плодородия земель, эффективного использования достижений науки, техники и новых форм организации труда был в составе коллектива удостоен Государственной премии СССР за выдающиеся достижения в труде 1975 года.
Делегат XXV съезда КПСС.
Живёт в селе Кишпек.

## Награды
- Орден Ленина (1986)
- Орден Трудового Красного Знамени